# La donna dai capelli rossi
La donna dai capelli rossi (Kırmızı Saçlı Kadın) è un romanzo dello scrittore turco Orhan Pamuk, Premio Nobel per la letteratura nel 2006. Il romanzo, incentrato sulla relazione padre-figlio, pubblicato in lingua turca nel 2016 e tradotto in italiano l'anno seguente, ha ottenuto nel 2017 il premio letterario internazionale "Lampedusa".

## Trama

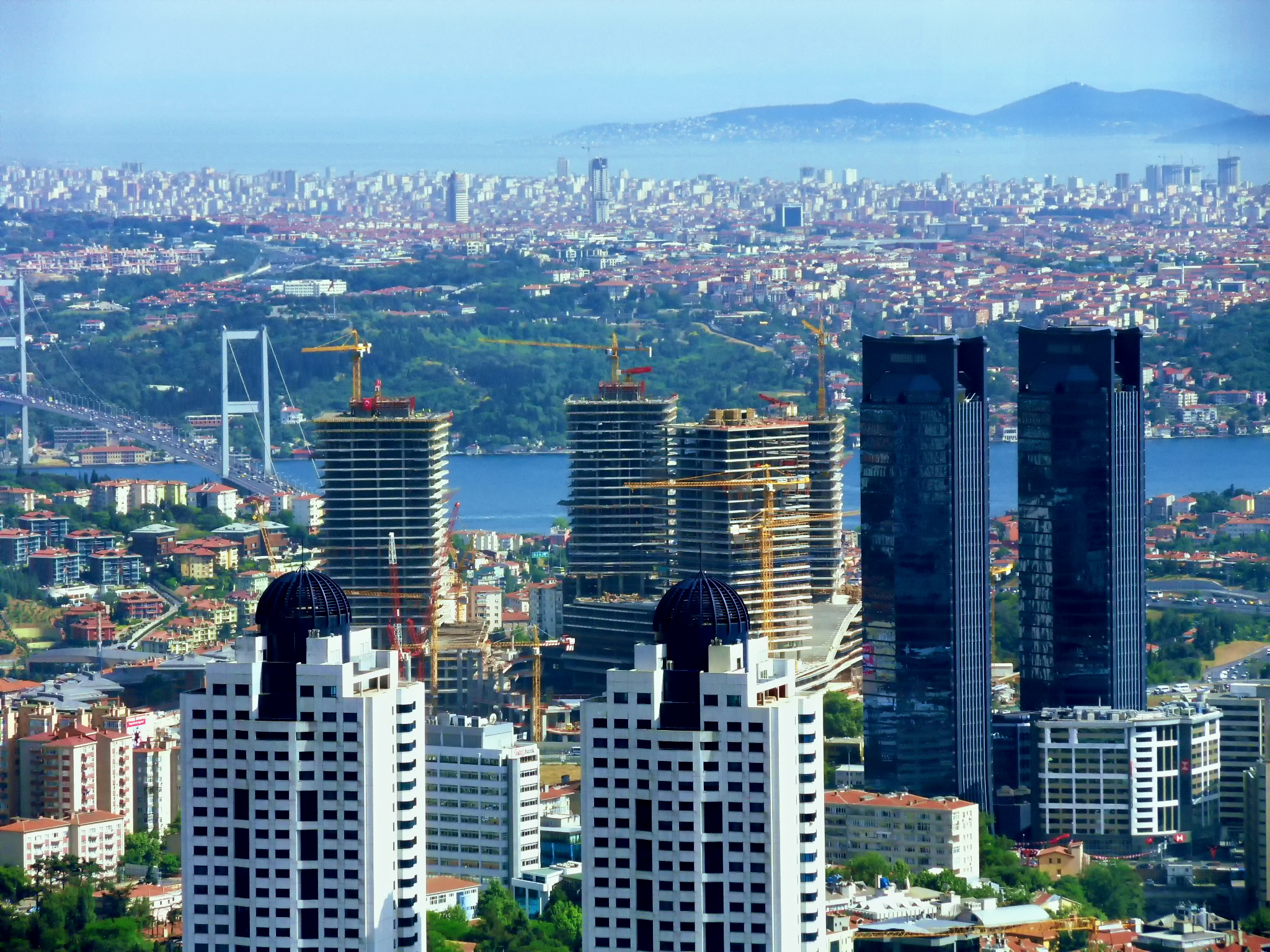
Istanbul

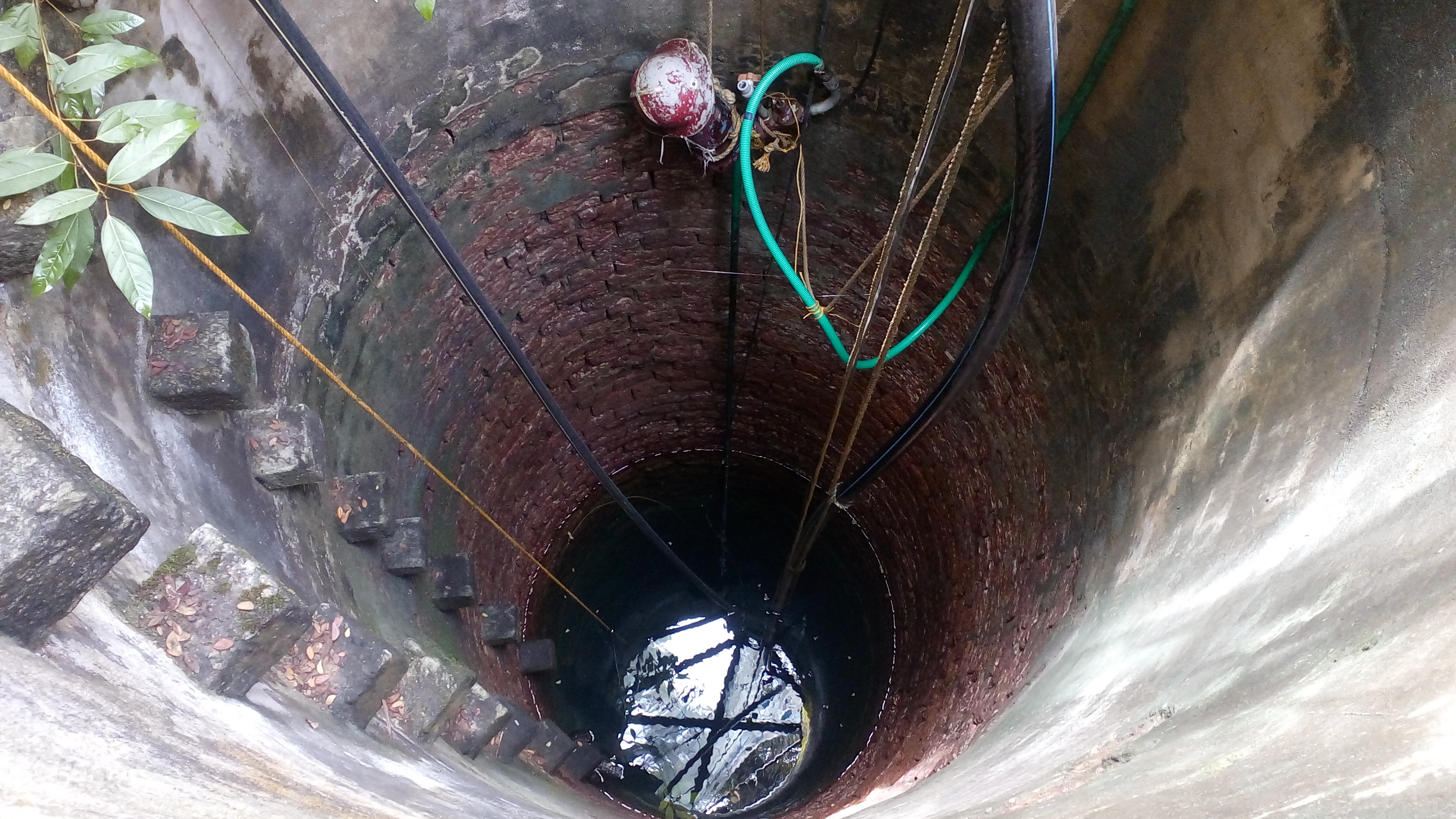
Pozzo

Il romanzo, modulato sia come una storia di duro apprendistato, lavorativo quanto spirituale (sulla falsariga della tradizione letteraria francese del conte philosophique), sia come una sorta di racconto investigativo imperniato su di un caso d'omicidio avvenuto una trentina d'anni prima degli eventi narrati (e, allegoricamente, come una ricerca delle antiche radici letterarie delle civiltà occidentali ed orientali), è articolato in tre distinte parti, tutte e tre narrate in prima persona: le prime due dal giovanissimo Cem Çelik, mentre la terza parte dalla signora Gulcihan, la donna dai capelli rossi del titolo, un'elusiva ed algida presenza al centro della narrazione delle precedenti parti. Il testo è preceduto da tre citazioni: 1) dalla Nascita della Tragedia di Nietzsche sul Mito di Edipo, l'eroe della mitologia greca che uccise inconsapevolmente in duello suo padre Laio; 2) dall'Edipo re di Sofocle, la tragedia nella quale Edipo si adopera per conoscere il suo passato; 3) dal Libro dei Re di Firdusi, il poema persiano nel quale l'eroe Rostam uccide in duello, senza conoscerlo, il proprio figlio Sohrab.
Nel 1985, quando il romanzo si apre, l'io narrante Cem Çelik è un giovane di 16 anni che lavora durante le vacanze estive per mantenersi agli studi. Cem è un "signorino", figlio di un farmacista comunista di Istanbul, il quale ha sacrificato gli affetti familiari alla militanza politica, motivo che lo portò poi a finire in catene in seguito al colpo di stato del 1980, lasciando la famiglia in gravi difficoltà economiche. Cen è assunto come aiutante da Mahmut Usta, il quale deve scavare un pozzo a Öngören, una cittadina dell'entroterra istanbuliota. Il lavoro è faticoso e pericoloso; fra Mahmut e Cem si crea un rapporto simile a quello fra padre e figlio. L'adolescente Cem è attratto da una bella donna dai capelli rossi, un'attrice in una compagnia teatrale itinerante di 34 anni e con un marito molto giovane. Una sera Cem, di nascosto da Mahmut, assiste a una recita al termine della quale conosce la danna dai capelli rossi e ha con lei un rapporto sessuale. Il mattino dopo Cem, assonnato, compie sul lavoro un grave errore in seguito al quale Mahmut rimane in fondo al pozzo. Convinto di aver ucciso l'uomo che lo trattava come un figlio, in preda al panico, Cam se ne torna in fretta a Istanbul, a casa sua.
Molti anni dopo Cem, che nel frattempo si è laureato in ingegneria mineraria, ha sposato una donna che ama ed è diventato un ricchissimo costruttore edile, non ha dimenticato Mahmut Usta e la donna dai capelli rossi, e ha cercato spesso di sapere, senza successo, cosa ne sia stato dei due. Scopre infine che Mahmut Usta è sopravvissuto all'incidente provocatogli da Cem; scopre inoltre che la donna dai capelli rossi è ancora viva, e che da quell'unico rapporto sessuale con Cem è nato un figlio, ormai adulto. Cem e suo figlio si ritrovano a Öngören, nel pozzo scavato a suo tempo da Mahmut Usta.

## Edizioni
- (TR) Orhan Pamuk, Kırmızı Saçlı Kadın, Beyoğlu / İstanbul, Yapı Kredi Kültür Sanat, 2016, ISBN 978-97-50-83560-5.
- Orhan Pamuk, La donna dai capelli rossi, traduzione di Barbara La Rosa Salim, Torino, Einaudi, 2017, ISBN 978-88-06-23211-5.

## Premi
- Premio letterario Giuseppe Tomasi di Lampedusa nel 2017[3]